# Хумаринское городище
Хумаринское городище (Схимар, Схимарис) — археологический памятник раннего средневековья на правобережье верхнего течения реки Кубань, недалеко от аула Хумара, расположенный на горном плато Калеж. Входит в Государственный Карачаево-Черкесский историко-культурный и природный музей-заповедник имени М. О. Байчоровой.

## История
В 1960—1962 годах городище посетил археолог В. А. Кузнецов. В 1963—1964 годах раскопками на городище занималась археологическая экспедиция Карачаево-Черкесского научно-исследовательского института (ныне Карачаево-Черкесский институт гуманитарных исследований) под руководством Е. П. Алексеевой. В результате раскопок были обнаружены слои VI—VIII веков до н. э. и исследованы остатки 5-метровой каменной крепостной стены фортификационных сооружений VIII—X веков.
Серией последующих археологических экспедиций 1974—1983 годов руководил Х. Х. Биджиев, который сосредоточил свою деятельность на изучении оборонительных сооружений городища. Выяснилось, что боронительная линия шла вдоль всего периметра, имела башни, ворота и глубокий ров перед ними. Сохранившееся основание башни достигало высоты 2,3 метра, имело прямоугольную форму и более 10 метров в поперечном сечении. Массивные оборонительные стены, примыкавшие к башне имели ширину около 5 метров и были сложены из прямоугольных блоков.
В 2016—2019 годах был проведён комплекс исследований по созданию трёхмерной модели рельефа Хумаринского городища и прилегающей территории общей площадью более 170 га. Было установлено, что площадь средневекового хазарского города-крепости составляла около 25 га, общая протяжённость крепостной стены достигала 2 км и была снабжена 19-23 башнями и бастионами.
Хумаринское городище является одним из важнейших археологических комплексов, содержащих важную информацию для изучения культуры и средневековых крепостных фортификационных сооружений заключительного периода Хазарского каганата на Северном Кавказе.

### Рунические знаки

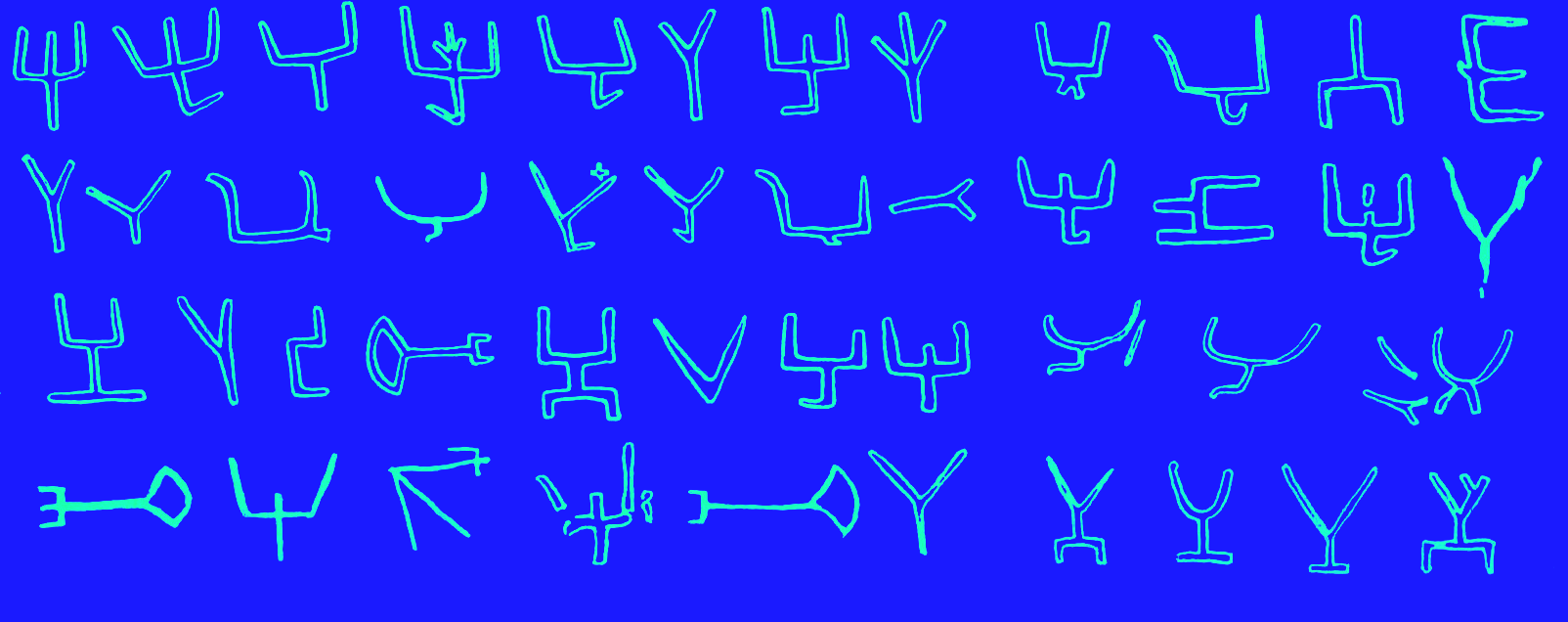
Знаки, найденные на каменных блоках Хумаринского городища

Рунические знаки, высеченные на стенах крепостных сооружений, были обнаружены в 1960 году рабочими местного совхоза при добыче строительного камня. Они были осмотрены прибывшим В. А. Кузнецовым, который признал их тюркское происхождение. При осмотре каменных блоков кладки башни и стен были обнаружен ряд тамгообразных символов, имевших формы двузубца, трезубца, свастики и трёх вертикальных черт. Помимо этого были обнаружены остатки глинянной керамики и амфор, характерных для салтово-маяцкой культуры времён Хазарского каганата.
Другой интересной находкой стало обнаружение ножа, изготовленного из заготовки трёхслойного металла. В степном регионе салтовской культуры доминирующее положение занимало производство
цельностальных железных изделий.
Схожие тамгообразные знаки были найдены на клеймах из Дмитриевского городища, камнях Маяцкого городища и на глинянном сосуде из
захоронения знатного война в Подгоровском могильнике (с. Саловка). Находки знаков в виде двусторонних и односторонних двузубцев и трезубцев на разных предметах салтово-маяцкой культуры встречаются на камнях, керамике, костяных изделиях, пряжках, печатке-подвеске. Повсеместное использование знака может говорить о том, что он служил в качестве тамги, связанной с определённым статусом или родовой принадлежностью владельца, или же являлся религиозным символом.
Двузубые и трезубые изображения присутствуют на гарнитуре из Мартыновского клада и в Перещепинском могильнике времён Великой Болгарии.
М. Д. Полубояринова из Института археологии РАН, специализирующаяся на археологии Руси, Волжской Болгарии и Золотой Орды, отмечала тот факт, что аналогичные тамгообразные знаки существовали у иранской династии Сиявушидов, в государстве Сасанидов, у боспорских царей, русских князей Киевской Руси и на монетах ханов Золотой Орды. Для древнерусских знаков характерны односторонние типы двузубцев и трезубцев, переходящие от простых форм к более сложным.